# Martín Posadillo (A-04)
El Martín Posadillo (A-04) fue un buque de aprovisionamiento logístico de tipo Ro-Ro del Ejército de Tierra utilizado para realizar misiones de transporte marítimo en apoyo a sus unidades.

## Características
El Martín Posadillo fue un buque de transporte de carga rodada (Ro-Ro), dispone de tres cubiertas de carga con una capacidad total de 850 toneladas de carga máxima, y varias configuraciones, pudiendo transportar camiones, remolques, contenedores y vehículos pesados, tanto de cadenas, como de ruedas. Tenía capacidad para operar helicópteros, aunque no contaba con los medios para su mantenimiento.

## Historial operativo

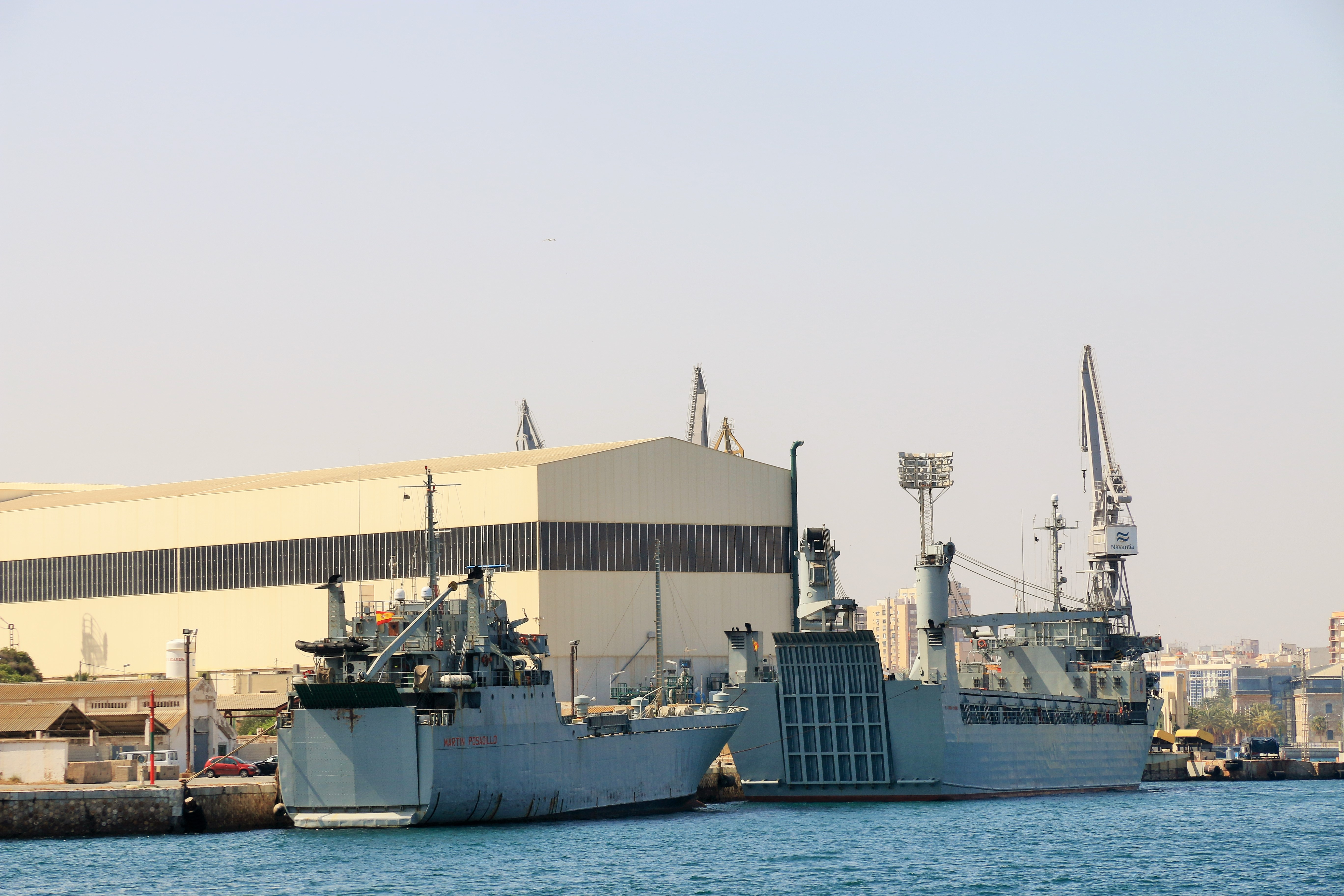
El Martín Posadillo (A-04) amarrado en Cartagena en 2016.

El Martín Posadillo fue construido en Gijón por los astilleros Duro Felguera, se botó en 1973 con el nombre de Rivanervión por encargo de Riva Suardiaz, pasando en 1982 a Naviera Mallorquina con el nombre de Cala Portals. En 1990 lo adquiere el Ejército de Tierra y pasa a encuadrarse en la AALOG 23 con base en Ceuta, operado por personal del Ejército de Tierra. El buque recibe su actual nombre en memoria del Coronel de Intendencia del Ejército de Tierra José María Martín-Posadillo Muñiz, asesinado en 1989 en atentado de la organización terrorista ETA. 
Causó alta en la Armada el 15 de febrero de 2000, al pasar el control de los dos buques del Ejército a la Armada, Martín Posadillo (ET-02) y El Camino Español (ET-03), renumerados como A-04 y A-05 respectivamente (el Santa Teresa de Ávila (ET-01), fue desestimado por la Armada por tener el casco de madera), trasladando su base a Cartagena. El buque continúa siendo propiedad del Ejército de Tierra, que lo tiene a plena disponibilidad, pero es operado por personal de la Armada, desde su puerto base realiza transportes entre puertos como los de Almería, Melilla, Ceuta, Huelva, Algeciras, Valencia, Ploce (Croacia), Beirut (Líbano), Mersin (Turquía) y Tesalónica (Grecia).
El 29 de diciembre de 2014, protagonizó el enésimo incidente en aguas reclamadas tanto por España como por Gibraltar al ser expulsado por patrulleras de la Armada Británica de dichas aguas, cuando se encontraba en la bahía de Algeciras junto al buque logístico El Camino Español para cargar una batería Patriot del RAAA 74 para ser desplegada en Turquía.
El 15 de mayo de 2019 intervino junto con Salvamento Marítimo y el Servicio Marítimo de la Guardia Civil, entre otras instituciones, en la asistencia al buque mercante Grande Europa, incendiado en las proximidades de Palma de Mallorca.
El 13 de junio de 2020 regresó al Arsenal de Cartagena, su puerto base, tras más de un mes desplegado en el Mediterráneo, proporcionando apoyo logístico a unidades de las FAS, la OTAN y Naciones Unidas. El buque recaló en dicho despliegue en Libia, Turquía e Italia.
Tas este último despliegue, finalizó su vida operativa y causó baja en la armada en septiembre de 2020.
Fue hundido como blanco naval el 29 de junio de 2023 en los ejercicios Sinkex-23 por los buques de la Armada Española Méndez Núñez, Canarias y aviones de la 10.ª Escuadrilla. En julio se difundieron imágenes de su hundimiento.

## Misiones
Su misión principal era el transporte de material del Ejército de Tierra a las ciudades de Ceuta, Melilla, plazas de soberanía en el norte de África, Canarias y Baleares. También solía usarse para transportar recursos y apoyo a los contingentes del Ejército de Tierra desplegados en distintas misiones fuera de España.